# Channel A (Південна Корея)
Ченел Ей Корпорейшен або Корпора́ція Channel A (ханг.: 주식회사 채널에이, ханча: 株式會社 채널에이; англ. Channel A Corporation), відома як Канал A (ханг.: 채널A, стилізовано CHANNEL A) — є загальнонаціональною мережею кабельного телебачення та південнокорейською телекомпанією. Найбільшим акціонером компанії є Dong-Media Group (DAMG), що складається з 12 афілійованих компаній, включаючи The Dong-a Ilbo. Канал A був запущений 1 грудня 2011 року. Адреса штаб-квартири (Dong-A Digital Media Center (DDMC)) — м. Сеул, р-н Мапо, Маебонґсан-ро, 75.

## Етер

### Минулі програми
- «Ніколи занадто пізно для коледжу»
- «Злий на дружину»
- «Джентльмен»
- «Top Magic»
- «Зараз»
- «24-годинна камера спостереження»
- «Звичайний мільйонер»
- «Південь зустрічається на півночі»
- «X-файл, історія про їжу»

#### Драма
- «До побачення моя дружина»
- «Безсмертна праця»
- «Небесний сад»

#### Документальні фільми
- «Вихід із Північної Кореї»
- «Гренландія»